# Arnis Tihvinskis
Arnis Tihvinskis (* 25. Mai 1975) ist ein lettischer Squashspieler. 

## Karriere
Arnis Tihvinskis gewann 2005 seinen einzigen lettischen Landesmeistertitel, nachdem er sich im Finale gegen den Meister von 2003, Andris Lapiņš, durchgesetzt hatte. 2003, 2004, 2006 und 2007 wurde er jeweils Vizemeister. 2003 besiegte ihn Lapiņš, in den übrigen Jahren hatte er gegen Aleksandrs Pāvulāns das Nachsehen. Tihvinskis  stand bei den Europameisterschaften 2006 im Hauptfeld und schied dort in der ersten Runde gegen Julien Balbo aus. Mit der lettischen Nationalmannschaft nahm er 2007, 2008 und 2009 an den Europameisterschaften teil, mit dem 23. Platz im Jahr 2007 als bestes Resultat, und gehörte außerdem mehrfach zum lettischen Aufgebot beim European Nations Challenge Cup.
Nach seiner aktiven Karriere begann er als Squashtrainer zu arbeiten. Er ist unter anderem Trainer von Wladislaw Titow.

## Erfolge
- Lettischer Meister: 2005